# هاليفاكس واندررز
نادي هاليفاكس واندررز لكرة القدم (بالإنجليزية: Halifax Wanderers Football Club)‏  هو نادٍ كروي محترف لكرة القدم مقره في هاليفاكس، نوفا سكوتيا. سيتنافس النادي في الدوري الكندي الممتاز في موسم 2019 الافتتاحي ويلعب مبارياته على أرضه ملعب واندرورز.

## التاريخ

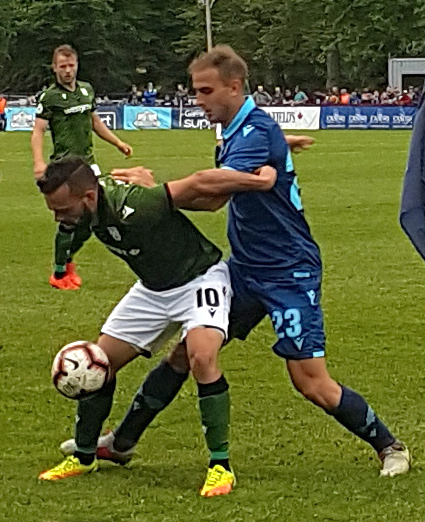
مباراة هاليفاكس واندرورز ضد نادي كافالري في الدوري الكندي الممتاز

في ديسمبر 2016، التقى مالك الألعاب الرياضية والترفيهية ديريك مارتين بمسؤولي الدوري الكندي الممتاز لمناقشة إطلاق امتياز في هاليفاكس. وضع مارتن فكرة الاستاد المنبثق أمام أعضاء مجلس مدينة هاليفاكس في مارس 2017، وتم منح الموافقة بعد ثلاثة أشهر. في 5 مايو 2018، كانت هاليفاكس واحدة من أربع مجموعات قبلها الاتحاد الكندي لكرة القدم لعضوية النادي الاحترافي.
تم الكشف عن نادي هاليفاكس واندررز رسميًا في 25 مايو 2018، باعتباره الفريق الثالث الذي ينضم إلى الدوري الكندي الممتاز. بالإضافة إلى تأكيد مكانها في الدوري لموسم الإطلاق 2019، كشف النادي أيضًا عن الألوان والعلامات التجارية. في 28 يوليو 2018، أرسل نادي هاليفاكس واندررز فريق أطلنتيك سيليكت للعب مباراة ودية ضد فريق فورتونا دوسلدورف على أرضية ملعب واندرورز. فاز فريق أطلنتيك سيليكت بركلات الترجيح بعد تسجيله 2-2. الحضور الرسمي كان 4,809.
لعبوا مباراتهم الأولى في الدوري يوم 28 أبريل 2019، إنقاد إلى الهزيمة 1-0 أمام نادي باسفيك.

## الملعب
ملعب واندرورز (بالإنجليزية: Wanderers Grounds)‏ هو ملعب موجود في نوفا سكوتيا (اسكتلندا الجديدة) كندا ويستعمل هذا الملعب من طرف نادي هاليفاكس واندريرز الذي يلعب في الدوري الكندي الممتاز.

## المدربون
| المدرب     | البلد            | فترة التدريب         | الإحصائيات | الإحصائيات | الإحصائيات | الإحصائيات | الإحصائيات | الإحصائيات |
| المدرب     | البلد            | فترة التدريب         | لعب        | فاز        | عدل        | خسر        | نسبة الفوز |            |
| ---------- | ---------------- | -------------------- | ---------- | ---------- | ---------- | ---------- | ---------- | ---------- |
| ستيفن هارت | ترينيداد وتوباغو | 27 يونيو 2018 – الآن | 25         | 8          | 4          | 13         | 032٫00     |            |